# 食品配料

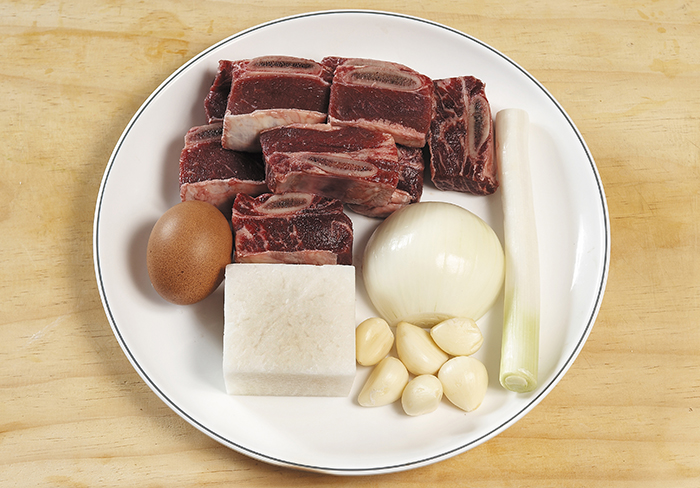
韓式排骨湯的用料

食品配料是指在制造或加工食品時要用到的包括食品添加剂在內的任何物质。很多國家規定一些食品必須标明配料表，并特别要求列出食品中哪些成分屬於食品添加剂。此外有些成分還必須標明重量以及在食物中的比重。 